# Omelek
Les îles Omelek font partie de l'atoll de Kwajalein, Îles Marshall. Elles sont contrôlées par l'armée américaine dans le cadre d'un bail à long terme (tout comme dix autres îles de l'atoll).

## Géographie

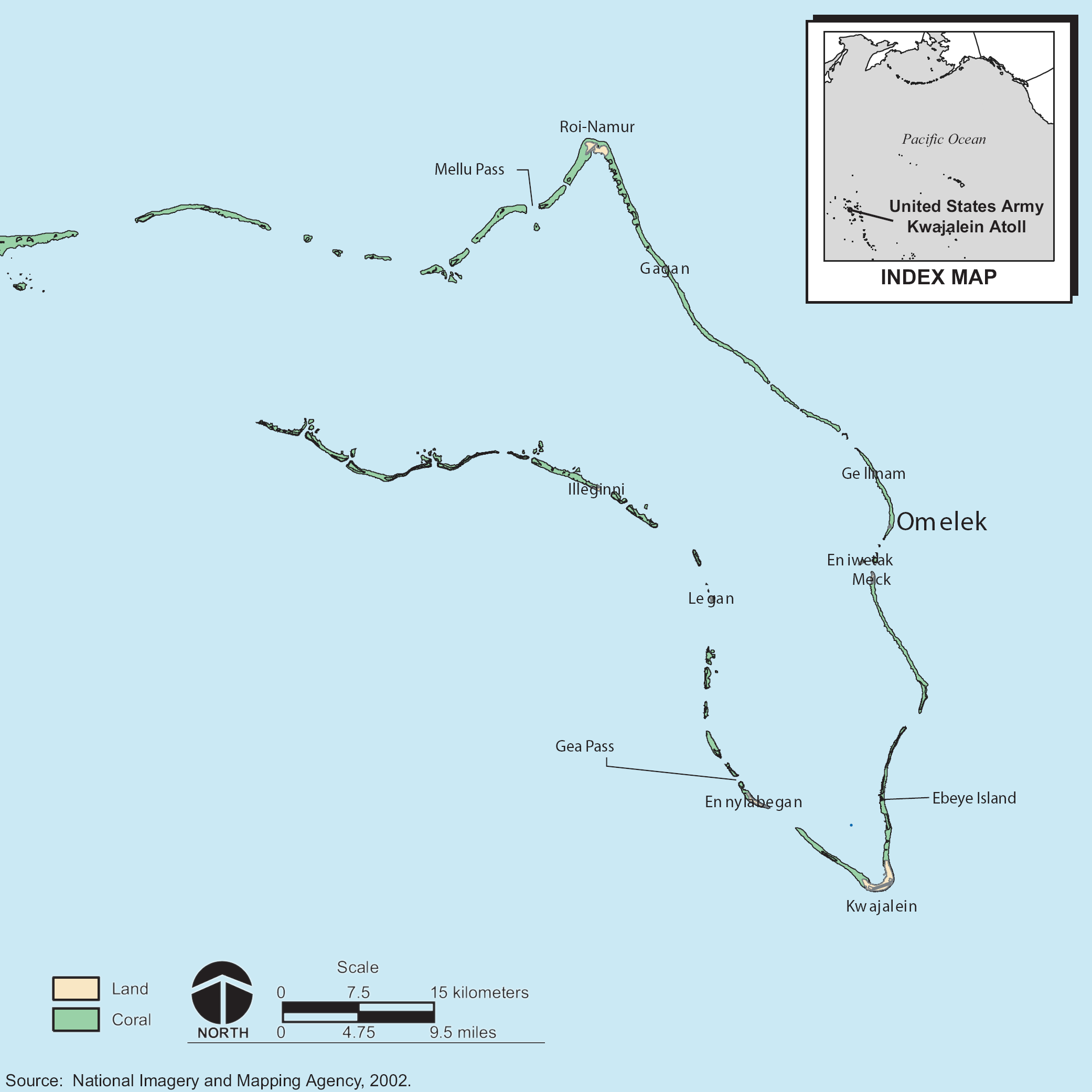
Carte de l'atoll de Kwajalein

Les îles ont une superficie d'environ 32 000 m2, la majeure partie sur l'île principale Omelek. Géologiquement, elle est composée de récifs rocheux, tout comme les autres îles de l'atoll, créés par l'accumulation de restes d'organismes marins (coraux, mollusques, etc.).

## Population
Ces îlots sont inhabités, des militaires et des employés y sont parfois stationnés.

## Climat
Le climat est chaud et humide, avec une saison des pluies de mai à novembre. L'île est parfois touchée par des typhons.

## Histoire
Ces îles ont longtemps servi de base de test et de lancement de fusée pour les forces armées des États-Unis dont les installations font partie du Ronald Reagan Ballistic Missile Defense Test Site (RTS). Omelek a longtemps été utilisé par les États-Unis pour la recherche dans le vol de petits lanceurs en raison de son isolement relatif dans le Pacifique Sud. Le dernier lancement de fusée du gouvernement américain a eu lieu en 1996.

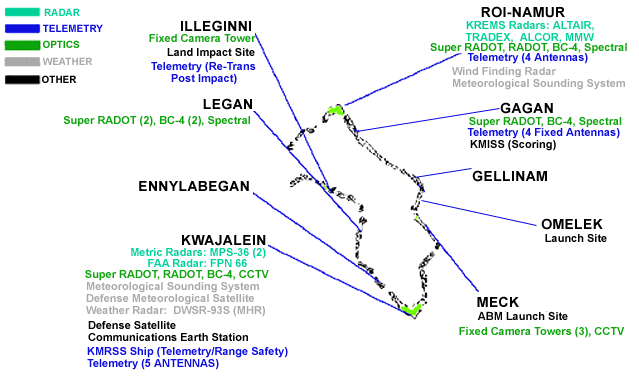
Carte des installations du Ronald Reagan Ballistic Missile Défense Test Site.

Après 2000, la proximité équatoriale de l'île ainsi que la présence d'infrastructures de radar à proximité ont convaincu l'entreprise SpaceX, fournisseur de lancements orbitaux, de moderniser les installations sur l'île et en faire sa principale base de lancement en 2006. SpaceX a débuté les vols de ses fusées Falcon 1 depuis Omelek en 2006. Le quatrième vol de Falcon 1, le premier véhicule de lancement à propulsion liquide financé par le secteur privé ayant été mis en orbite, a eu lieu depuis l'île d'Omelek le 28 septembre 2008 et a été suivi d'un autre lancement de la Falcon 1 le 13 juillet 2009, plaçant le satellite RazakSAT en orbite. Ce vol de 2009 a été le dernier vol de la Falcon 1 et le dernier vol de SpaceX depuis Omelek.
Au total, SpaceX a lancé 5 fusées (toutes des Falcon 1) depuis Omelek entre 2006 et 2009, avec deux succès (28 septembre 2008, 14 juillet 2009) et trois échecs (24 mars 2006, 21 mars 2007, 3 août 2008). 
Il était prévu qu'Omelek accueille les lancements de la fusée Falcon 1e, la prochaine fusée de SpaceX, mais en 2011-2012, l'entreprise cessé le développement de la fusée Falcon 1e pour se concentrer sur les lancements de la fusée Falcon 9.
SpaceX avait initialement prévu de moderniser le site de lancement pour l'utiliser avec le lanceur Falcon 9. En décembre 2010, le manifeste de lancement de SpaceX mentionnait Omelek (Kwajalein) comme site potentiel pour plusieurs lancements de la Falcon 9, dont le premier en 2012.[7] Aucun changement aux installations sur l'île n'a été effectué pour permettre les lancements de la Falcon 9 et aucun lancement orbital de la fusée n'a eu lieu depuis Omelek. La base de lancement a depuis été abandonnée par SpaceX.
Le 26 février 2021, la NASA a annoncé que la compagnie Astra Space réaliserait une série de trois lancements orbitaux à partir de Kwajalein sur une période de 3 mois entre le 8 janvier et le 31 juillet 2022 pour placer en orbite basse terrestre un total de 6 satellites. Astra Space confirme toutefois en mai 2022 que les trois lancements se dérouleraient plutôt depuis Cap Canaveral.